# Mario Götze
Mario Götze (* 3. Juni 1992 in Memmingen) ist ein deutscher Fußballspieler. Der offensive Mittelfeldspieler steht bei Eintracht Frankfurt unter Vertrag. Mit Borussia Dortmund und dem FC Bayern München wurde er u. a. fünfmal Deutscher Meister und viermal DFB-Pokal-Sieger, mit dem FC Bayern München gewann er außerdem im Jahre 2013 die FIFA-Klub-Weltmeisterschaft. Seit 2010 spielt Götze für die A-Nationalmannschaft. Mit ihr nahm er bisher an jeweils zwei Welt- (2014, 2022) und Europameisterschaften (2012, 2016) teil. Im WM-Finale 2014 erzielte er gegen Argentinien in der Verlängerung den 1:0-Siegtreffer zum vierten deutschen WM-Titel.

## Leben und Familie
Götze kam 1992 als zweiter von drei Söhnen im schwäbischen Memmingen zur Welt. Zusammen mit seinem Bruder Fabian (* 1990), der ebenfalls Fußballspieler war, lebte er zunächst in Ronsberg im Allgäu. Im Alter von drei Jahren zog Götze mit seiner Familie nach Houston, Texas in die USA, weil sein Vater Jürgen Götze von der Humboldt-Stiftung ein Forschungsstipendium für digitale Signalverarbeitung an der Rice University bekommen hatte. Eineinhalb Jahre später zog die Familie wegen der Einschulung von Fabian nach Memmingen. 1997 zog die Familie nach Dortmund, da Götzes Vater den Lehrstuhl für Datentechnik an der Technischen Universität Dortmund übernommen hatte. Hier wurde 1998 der dritte Sohn Felix geboren, der ebenfalls eine Laufbahn als professioneller Fußballspieler einschlug. Götze besuchte von der 5. bis zur 10. Klasse das Helene-Lange-Gymnasium im Dortmunder Stadtteil Hombruch. 2008 wechselte er auf das Goethe-Gymnasium im Stadtteil Hörde, an dem er 2010 die Fachhochschulreife (schulischer Teil nach Klasse 12) erlangte. Neben seiner Profi-Karriere absolvierte Götze von 2010 bis 2011 ein kaufmännisches Praktikum in der BVB-Geschäftsstelle.
Seit 2012 ist Götze mit Ann-Kathrin Brömmel (* 1989) liiert und seit Mai 2018 mit ihr verheiratet. 2020 wurden sie Eltern eines Sohnes und im Oktober 2023 einer Tochter.
Im Jahr 2015 gründete er das Venture-Capital-Unternehmen Companion-M. 2022 wurde publik, dass Götze am Deutschen IT-Start-Up SECJUR als Angel Investor beteiligt ist.
Im August 2020 wurde Götze für sein soziales Engagement mit dem Verdienstorden des Landes Nordrhein-Westfalen ausgezeichnet. Er brachte unter anderem den Bau von Schulen voran, förderte ein Fußballprojekt für Mädchen in Brasilien und kümmerte sich um Kinder in Regionen wie dem Senegal, Kambodscha und Vietnam. Sein linker Schuh, den er im siegreichen WM-Finale 2014 getragen hatte, wurde im Rahmen einer Spendengala für zwei Millionen Euro versteigert, wovon unter anderem 450.000 Euro für Kinder in Laos aufgewendet wurden.

## Vereinskarriere

### Jugend
Mario Götze begann mit drei Jahren mit dem Fußballspielen beim SC Ronsberg im Landkreis Ostallgäu. Nach dem Umzug nach Dortmund setzte er seine Laufbahn zunächst beim FC Eintracht Hombruch (heute Hombrucher SV 09/72) fort und wechselte dann zu Borussia Dortmund. Hier durchlief er – ähnlich wie sein Bruder Fabian – fast alle Nachwuchsabteilungen, spielte in der A-Junioren-Bundesliga und stand in der Saison 2008/09 sowohl im Finale des DFB-Junioren-Vereinspokals als auch im Endspiel um die deutsche A-Jugend-Meisterschaft. Zwar gingen die Partien gegen den SC Freiburg und den 1. FSV Mainz 05 verloren, jedoch erhielt Götze daraufhin die Fritz-Walter-Medaille in Gold in der Altersklasse U17.

### Durchbruch bei Borussia Dortmund

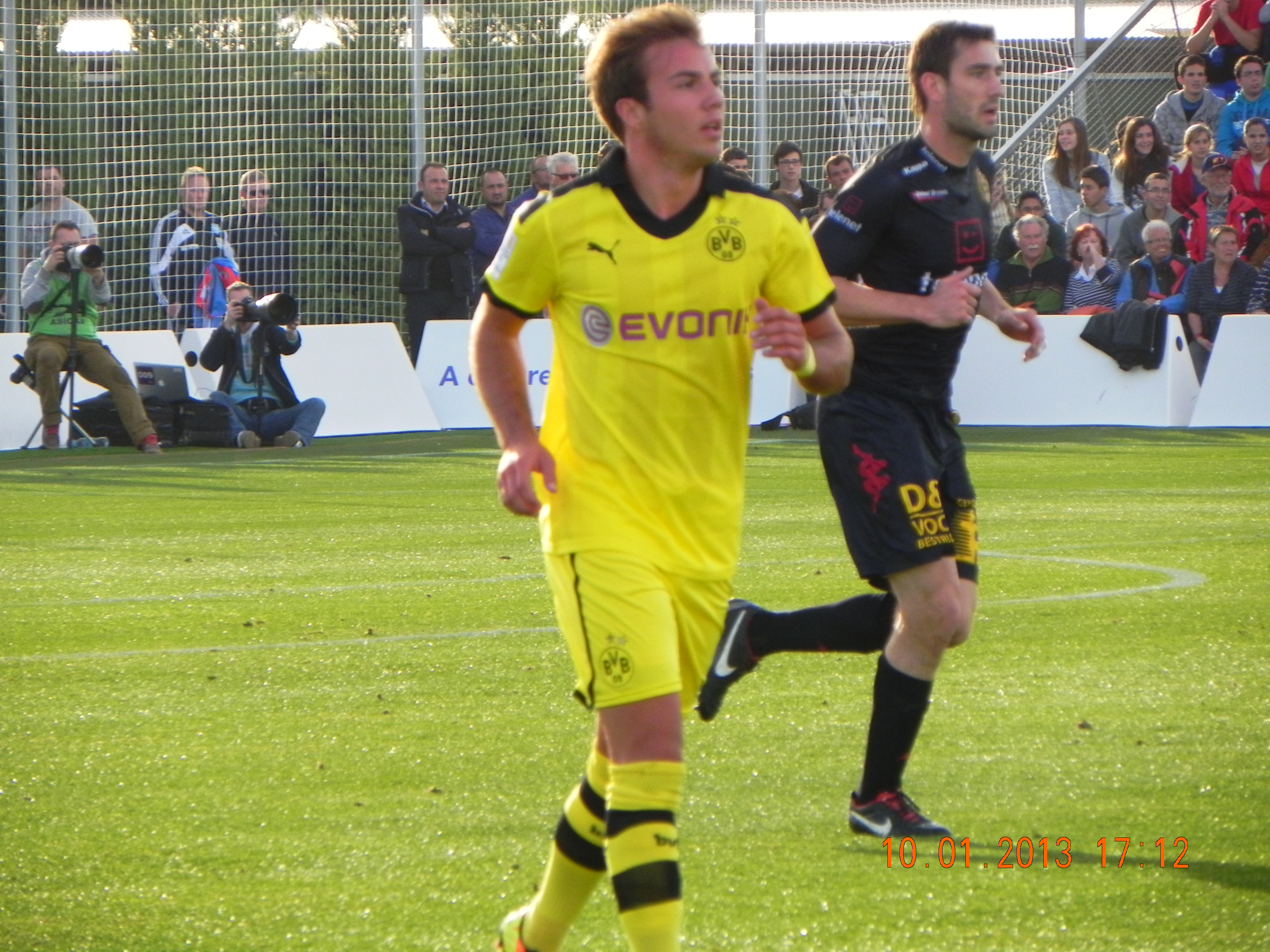
Götze im Trikot der Borussia, 2013

Am 21. November 2009 kam er im Alter von 17 Jahren und fünf Monaten zu seinem Debüt in der Bundesliga, als er am 13. Spieltag der Saison 2009/10 beim torlosen Unentschieden gegen den 1. FSV Mainz 05 in der 88. Minute Jakub Błaszczykowski ersetzte. Er war damit zu diesem Zeitpunkt der neuntjüngste in der Bundesliga eingesetzte Spieler. Am 29. August 2010 erzielte er beim 3:1-Auswärtssieg beim VfB Stuttgart sein erstes Bundesligator. Am 16. September 2010 erzielte Götze im Europa-League-Gruppenspiel bei Karpaty Lwiw mit dem 2:0 und dem 4:3-Siegtreffer in der Nachspielzeit in seinem ersten Europapokal-Spiel zwei Tore. Auch in den nachfolgenden Pflichtspielen stand er regelmäßig in der Startelf und fiel durch gute Leistungen auf. Im Laufe der Saison wurde Götze zum Stammspieler und zu einem wichtigen Bestandteil der Mannschaft. So brachte er es auf sechs Tore und 16 Vorlagen. Nach der gewonnenen Meisterschaft in der Saison 2010/11 wurde Ende August 2011 bekannt, dass der FC Arsenal 40 Millionen Euro für Mario Götze geboten haben soll, Borussia Dortmund dieses Angebot jedoch ablehnte. Mario Götze wäre damit der teuerste deutsche Spieler der Geschichte geworden. Am 27. März 2012 verlängerte Götze seinen Vertrag mit Borussia Dortmund bis 2016. Allerdings enthielt der Vertrag eine Ausstiegsklausel, die ihm einen Wechsel für die festgeschriebene Ablösesumme von 37 Millionen Euro erlaubte.
Götze wurde mit Borussia Dortmund am Ende der Saison 2011/12 zum zweiten Mal in seiner Karriere Deutscher Meister, kam jedoch in der Rekordrückrunde seines Vereins kaum zum Einsatz, da er vom 17. bis zum 31. Spieltag an einer Schambeinentzündung laborierte. Den Sieg im DFB-Pokal 2011/12 und damit das Double erlebte er lediglich von der Bank aus. In der Saison 2012/13 wurde Götze wieder ein wichtiger Bestandteil des Dortmunder Offensivspiels. Allerdings konnte er mit der Mannschaft nicht an die Erfolge aus den Vorjahren anknüpfen. In der Meisterschaft belegte die Borussia mit 25 Punkten Rückstand Rang zwei hinter dem FC Bayern München, und auch im Pokalwettbewerb unterlag er den Bayern bereits im Viertelfinale. Dafür zog Götze mit seinen Teamkameraden überraschend ins Finale der Champions League ein, musste sich jedoch auch hier den Bayern geschlagen geben.

### Wechsel zum FC Bayern München

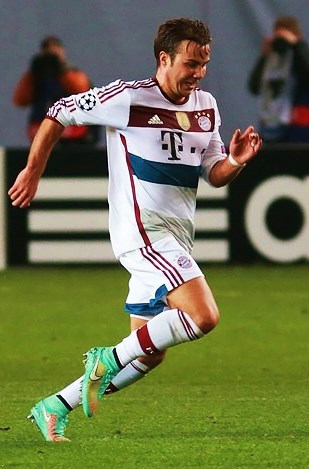
Götze beim FC Bayern, 2014

Zur Saison 2013/14 nutzte der 21-jährige Götze seine Ausstiegsklausel in Höhe von 37 Millionen Euro und wechselte zum FC Bayern München. In den Wochen und Monaten nach Bekanntgabe des Wechsels gab es heftige Kritik in der Dortmunder Fanszene. In seinem letzten Pflichtspiel für Borussia Dortmund wäre Götze auf seinen künftigen Arbeitgeber getroffen. Allerdings wurde er aufgrund eines Muskelfaserrisses im rechten Oberschenkel nicht in den Kader für das Champions-League-Finale 2013 berufen. Später äußerte Götze, dass der neue Bayern-Trainer Pep Guardiola ein Grund für den Wechsel gewesen sei, da er unbedingt unter ihm spielen wollte.
Nach seiner Reha wegen des erlittenen Muskelfaserrisses gab Götze am 24. August 2013 (3. Spieltag) gegen den 1. FC Nürnberg in der Bundesliga sein Pflichtspieldebüt für die Bayern. Beim Gewinn des europäischen Supercups sechs Tage später gegen den FC Chelsea wurde Götze in der 71. Minute für Thomas Müller eingewechselt und verletzte sich nach einem Foul von Ramires, spielte jedoch durch. Dabei erlitt er einen Kapselriss und fiel erneut aus. Am 19. Oktober wurde er gegen Mainz 05 zur zweiten Halbzeit eingewechselt, war anschließend an drei Toren beteiligt und half somit, den 0:1-Rückstand zu einem 4:1-Sieg zu drehen. Außerdem erzielte er in der Champions League nach seiner Einwechslung gegen Viktoria Pilsen sein erstes Pflichtspieltor für Bayern München. Sein erstes Bundesligator für den neuen Verein erzielte er am 26. Oktober beim 3:2-Sieg gegen Hertha BSC zum zwischenzeitlichen 3:1. Im Spitzenspiel der Meisterschaft am 23. November, mit dem Borussia Dortmund auf einen Punkt an den FC Bayern hätte aufschließen können, traf er, nachdem er unter Buh-Rufen für Mario Mandžukić eingewechselt worden war, gegen seinen ehemaligen Verein zum 1:0 und leitete damit in der 66. Minute einen hohen 3:0-Sieg ein. Damit setzten sich die Bayern von ihrem Konkurrenten ab. Am 25. März 2014 sicherte sich Götze mit dem FC Bayern bereits am 27. Spieltag und somit so früh wie noch nie in der Geschichte der Bundesliga rechnerisch den Meistertitel. Am 17. Mai 2014 setzte er sich mit Bayern im Pokalfinale gegen Dortmund mit 2:0 in der Verlängerung durch und gewann das Double aus Meisterschaft und Pokal. 2015 wurde der Meistertitel verteidigt.
Am 22. August 2015 feierte Mario Götze mit einem 2:1-Auswärtssieg gegen die TSG Hoffenheim seinen 100. Bundesliga-Sieg und ist dabei im Alter von 23 Jahren, 2 Monaten und 19 Tagen der jüngste Spieler, dem dies gelang. Beim Länderspiel am 8. Oktober 2015 gegen Irland zog sich Götze einen Muskelsehnenausriss zu und fiel für den Rest des Jahres aus. Am 1. Februar 2016 stieg Götze wieder ins Mannschaftstraining ein und stand am 20. Februar 2016 gegen den SV Darmstadt 98 erstmals wieder im Kader. Nach 160 Tagen gab er am 12. März 2016 sein Comeback in der Bundesliga, als er beim 5:0-Heimsieg gegen Werder Bremen in der Startelf stand, und bestritt damit sein 150. Bundesligaspiel. Am 7. Mai 2016 (33. Spieltag) konnte Götze mit dem FC Bayern seine dritte deutsche Meisterschaft in Folge und seine persönlich fünfte Meisterschaft feiern. Mit dem Pokalsieg am 21. Mai 2016 nach 4:3-Sieg im Elfmeterschießen gegen Borussia Dortmund gewann er sein drittes Double.

### Rückkehr zu Borussia Dortmund

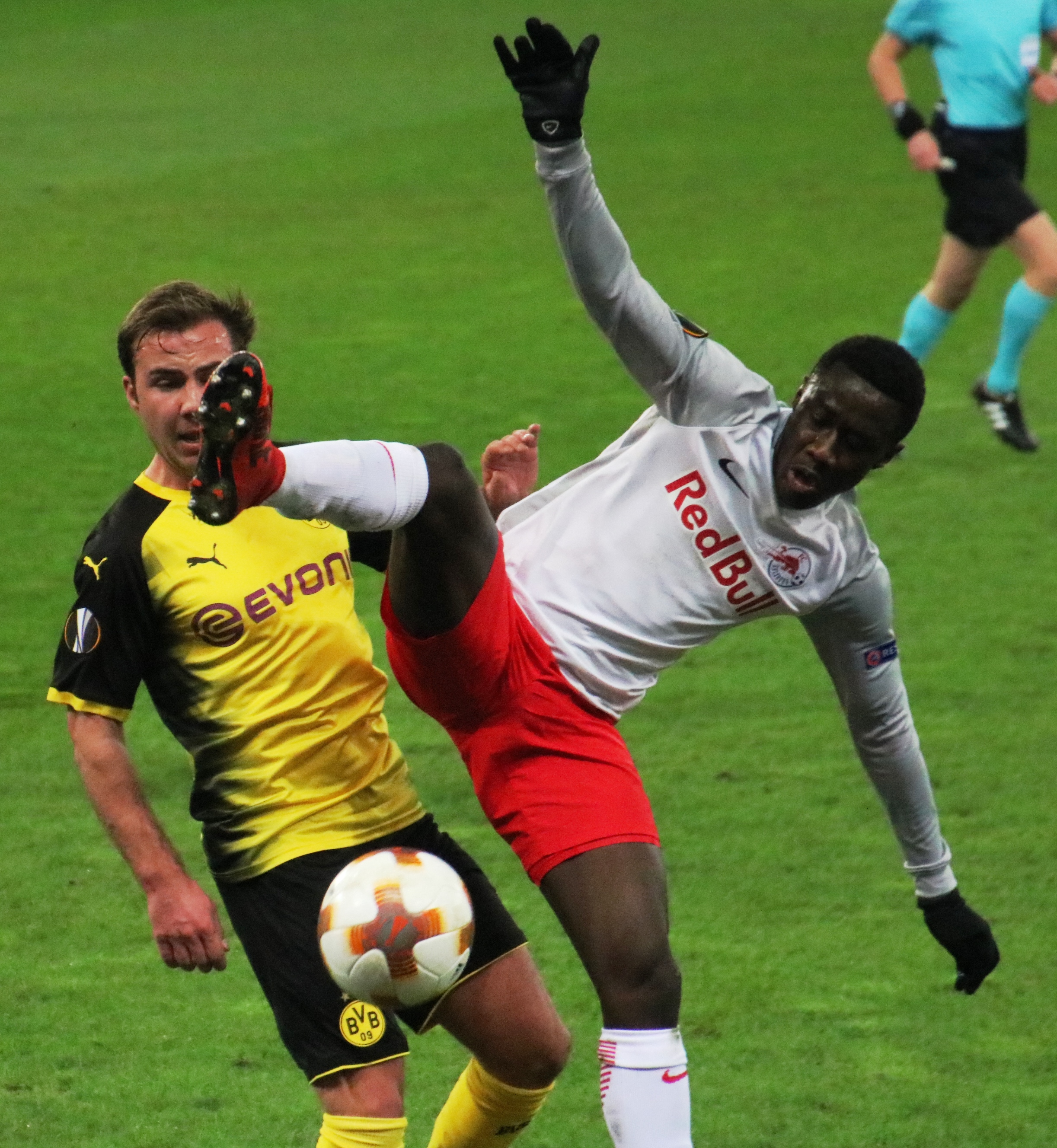
Götze (links) im Zweikampf mit Diadié Samassékou vom FC Salzburg (2018)

Nachdem sich Götze beim FC Bayern nicht hatte durchsetzen können und ihm der neue Trainer Carlo Ancelotti einen Wechsel nahegelegt hatte, kehrte er – ein Jahr vor Vertragsende – zur Saison 2016/17 zu Borussia Dortmund zurück, wo er einen bis zum 30. Juni 2020 datierten Vierjahresvertrag erhielt. Sein erstes Spiel nach seiner Rückkehr absolvierte er am 10. September 2016 (2. Spieltag) bei der 0:1-Niederlage gegen RB Leipzig. Vier Tage später erzielte er in der UEFA Champions League beim 6:0-Sieg gegen Legia Warschau sein erstes Tor nach dem Wechsel. Im Laufe der Hinrunde kam Götze unregelmäßig zum Einsatz. Dies wurde von den Medien häufig mit kleineren Verletzungen, die er sich zuzog, der Konkurrenz im Offensivbereich des BVB und generell der Eingewöhnungsphase nach seiner Rückkehr in Verbindung gebracht. Ende Februar 2017 wurde bekannt, dass Götze unter einer Myopathie aufgrund einer Stoffwechselstörung leide, was die Erklärung für seine häufigen Muskelverletzungen und seine Gewichtsprobleme sei. Nach Bekanntwerden der Erkrankung zog sich Götze aus der Öffentlichkeit zurück, um sich vollständig auf seine Genesung zu konzentrieren; der Umgang des Vereins mit der Erkrankung Götzes wurde gelobt. Bis dahin kam er in der Spielzeit 2016/17 zu lediglich elf Einsätzen in der Bundesliga, in denen ihm ein Tor gelang. Außerdem erzielte er in vier Champions-League-Spielen ein Tor und kam zudem in der zweiten Runde des DFB-Pokals zum Einsatz.
Nach Auskurieren der Krankheit kam er am ersten Spieltag der Saison 2017/18 wieder zum Einsatz. Unter dem neuen Trainer Peter Bosz etablierte sich Götze als Stammspieler auf der Zehnerposition. Am 13. Spieltag zog er sich gegen den FC Schalke 04 eine Sprunggelenksverletzung zu. Wegen dieser Verletzung fiel er die gesamte restliche Hinrunde aus. Erst nach der Winterpause lief er am 18. Spieltag gegen den VfL Wolfsburg wieder auf und stand in der Startelf. Unter dem Nachfolger des am 15. Spieltag entlassenen Bosz, Peter Stöger, verlor Götze seine unumstrittene Position in der Startelf: häufig wurde er ausgewechselt, erst spät eingewechselt oder kam gar nicht erst zum Einsatz. Zudem kritisierte Stöger ihn öffentlich für seine Leistungen. Am Ende der Saison verbuchte er 23 Einsätze in der Bundesliga, wo er zwei Tore erzielen konnte, sowie fünf Champions- und vier Europa-League-Spiele ohne Torerfolg.
Nach der Vorbereitung auf die Saison 2018/19 galt Götze zunächst noch als Gewinner des Trainerwechsels zu Lucien Favre. Nach einem Einsatz in der 1. Runde des DFB-Pokals gegen die SpVgg Greuther Fürth verzichtete Favre jedoch auf die Dienste des Mittelfeldspielers in der Bundesliga: nachdem er zu Beginn der Saison ohne Einsatz im Kader gestanden war, nominierte Favre ihn für die darauffolgenden Spiele gar nicht erst. Lediglich im Champions-League-Spiel am 18. September 2018 gegen den FC Brügge (1:0) kam er zum Einsatz. Der Umgang mit Götze wurde in der Öffentlichkeit mit großem Interesse aufgenommen und diskutiert. Erst am 6. Oktober 2018, dem 7. Spieltag, kam er zu seinem ersten Bundesligaeinsatz in dieser Saison, als er beim 4:3-Sieg gegen den FC Augsburg in der 77. Spielminute für Julian Weigl eingewechselt wurde und sieben Minuten später zur zwischenzeitlichen 3:2-Führung traf. In der Folge gehörte Götze wieder zur erweiterten Stammformation. Zunächst kam er in der Hinrunde vorzugsweise als falsche Neun in der Sturmspitze zum Einsatz, häufig, um mit seinem Tempo die gegnerischen Abwehrspieler zu beschäftigen, bevor er für den weniger agilen Stoßstürmer Paco Alcácer ausgewechselt wurde. In der Rückrunde etablierte sich Götze dann endgültig als Leistungsträger in Favres System, wo er wieder häufiger als Zehner bzw. Achter spielte und zwischenzeitlich sogar die Kapitänsbinde vom verletzten Marco Reus übernahm. Am Ende der Saison, die Borussia Dortmund als Vizemeister beendete, gelangen ihm in 26 Bundesligaspielen jeweils sieben Tore und Vorlagen.
Im August 2019 gewann der Offensivspieler seinen fünften Titel mit dem Verein, als der Doublesieger der Vorsaison, FC Bayern, mit 2:0 im DFL-Supercup besiegt wurde. Zur Saison 2019/20 verlor Götze seinen in der Rückrunde der vergangenen Saison erarbeiteten Stammplatz erneut. Er wurde im Schnitt nur in jedem zweiten Pflichtspiel eingesetzt, zumeist als Einwechselspieler, da in der Hinrunde Paco Alcácer und nach dessen Wechsel in der Rückrunde der junge Erling Haaland das Sturmzentrum besetzte. Sowohl in der Champions League als auch im DFB-Pokal schied er mit Dortmund im Achtelfinale aus. Im Vorfeld des 27. Spieltags gab Sportdirektor Michael Zorc bekannt, dass Götzes auslaufender Vertrag nicht verlängert wurde und der Spieler somit den Verein im Sommer 2020 ablösefrei verlässt. Sein letztes Spiel für den BVB absolvierte er am 26. Mai 2020 (28. Spieltag) bei der 0:1-Niederlage gegen den FC Bayern München. In Folge der Geburt seines ersten Kindes Anfang Juni 2020 erhielt er zunächst Sonderurlaub, bevor er aufgrund des DFL-Hygieneplans im Rahmen der COVID-19-Pandemie dessen Vorgaben nicht erfüllen konnte und so für den Rest der Saison nicht mehr zum Einsatz kam. Im Vorfeld des letzten Saisonspiels gegen die TSG 1899 Hoffenheim (0:4) wurde Götze von den Verantwortlichen des Vereins im heimischen Westfalenstadion offiziell verabschiedet.

### Wechsel in die Niederlande
Anfang Oktober 2020 schloss sich der seit drei Monaten vereinslose Götze dem niederländischen Erstligisten PSV Eindhoven an, bei dem er einen bis zum 30. Juni 2022 laufenden Vertrag unterschrieb. Dort wurde er unter dem deutschen Trainer Roger Schmidt einer von sechs deutschen Spielern, neben u. a. Philipp Max, Lars Unnerstall und Adrian Fein.
Götze spielte am häufigsten neben Cody Gakpo oder Mohamed Ihattaren als Flügelspieler, rasch war er so Teil der Stammformation, verpasste aber zu Beginn des Jahres 2021 mehrere Partien in Folge einer Leistenverletzung. Der Offensivspieler beteiligte sich direkt an 13 Toren der PSV und rettete seiner Mannschaft dadurch in der Liga drei Remis gegen die direkten Konkurrenten Ajax, Feyenoord und Utrecht sowie auch einen Sieg beim Hinspiel gegen Utrecht. Beim 3:1 gegen Vitesse Arnheim traf Götze sogar doppelt, in der Europa League, wo er gleich in seinem ersten Spiel vor dem Tor erfolgreich war, reichte es hingegen für keinen weiteren Treffer. Er wurde mit Eindhoven Vizemeister hinter Ajax, die anschließende Champions-League-Qualifikation absolvierte er mit dem Team ohne Erfolg, in sechs Spielen steuerte er drei Scorerpunkte bei. Die Sportschau will sowohl im Spielstil wie auch in der Mimik Götzes eine Grundzufriedenheit bei seinem neuen Verein erkannt haben und attestierte diesem, der PSV mit seinen Ideen „gut zu tun“. Das niederländische Algemeen Dagblad nannte ihn hingegen einen „schlauen Spieler und einen schnellen Denker“. Ein weiterer Beweis, um die Aussage der Sportschau zu untermauern, könnte beim Europa-League-Gruppenspiel gegen Real Sociedad erbracht worden sein. In dieser Partie nämlich gelang es Götze, der ein Tor vorbereitete und ein weiteres selbst schoss, etwas mehr als vier Kilometer mit einer Geschwindigkeit von mindestens 14 km/h zu laufen. Dies war seit der Erhebung dieser Leistungsdaten keinem anderen Spieler der PSV Eindhoven gelungen.
Im September 2021 wurde die Verlängerung des Vertrags um weitere zwei Jahre bis 2024 bekanntgegeben, nachdem Spieler und Klub bereits Anfang August im nationalen Supercup gegen Ajax Amsterdam erfolgreich gewesen waren. Der PSV zufolge hätten sich im Vorfeld diverse Champions-League-Teilnehmer für den Spieler, der sich im Verein wohlfühlte, interessiert. Trainer Schmidt, in dem die Zeitung Welt einen „Rückhalt“ für Götze ausmachte, verschob seinen Landsmann bereits in der Vorbereitungsphase von den Flügeln ins offensive Mittelfeld, dessen vormals hauptsächlich bespielte Position. Götze selbst kommentierte die Maßnahme mit den Worten „Die neue Position kommt mir zugute. Ich kann im Zentrum mehr auf das Spiel einwirken und so meinen Teil zu unserem Erfolg beitragen“. In 52 Partien (sechs weitere verpasste er aufgrund von kleineren Verletzungen) beteiligte sich Götze, der Marco van Ginkel einige Male als Spielführer vertrat, an 23 Toren seiner Mannschaft direkt, vereinzelt vom linken Flügel aus oder als Mittelstürmer agierend. In der Liga blieb die PSV, die letztendlich erneut Vizemeister wurde, ab dem 22. Spieltag ungeschlagen und Götze schoss beispielsweise den einzigen Treffer beim 1:0 gegen Groningen oder köpfte das entscheidende 2:1 in Leeuwarden. Während das Team in der Champions-League-Qualifikation scheiterte, gelangte es bis ins Viertelfinale der Europa Conference League, wo aber gegen Leicester City Schluss war. Im Pokal besiegte Götze mit Eindhoven den Titelverteidiger Ajax im Endspiel mit 2:1, auf dem Weg dahin hatte der Offensivspieler drei Tore geschossen. Der kicker stufte Götze im Anschluss an die Spielzeit gemeinsam mit Deniz Undav sowie Lars Unnerstall als herausragend ein und berücksichtigte hierbei nur deutsche Spieler aus ausländischen Ligen „außer England, Spanien, Italien und Frankreich“.

### Rückkehr in die Bundesliga
Zur Saison 2022/23 kehrte Götze in die Bundesliga zurück und wechselte zu Eintracht Frankfurt. Er unterschrieb beim amtierenden Europa-League-Sieger einen Vertrag bis zum 30. Juni 2025. Im Rahmen der Saisonvorbereitung gab der Spieler gegenüber dem Portal transfermarkt.de Frankfurts Trainer Oliver Glasner als Wechselgrund an: „Für mich als Athlet ging es darum zu erfahren, wie er als Trainer denkt. Wie er auf dem Platz denkt. Wie offen er ist. Wie er mit einem umgeht. Das war alles sehr positiv. Die Entwicklung hier in der vergangenen Saison ist nicht zufällig passiert. Als ich aufgelegt hatte, war ich überzeugt. Der Trainer ist der entscheidende Punkt bei einem Wechsel.“
Bis auf eine Partie in der Champions League absolvierte Götze alle 23 weiteren Spiele bis zur Winterpause und nur in zweien stand er nicht in der Startelf. Glasner setzte ihn überwiegend hinter dem allein agierenden Stürmer ein, manches Mal gemeinsam mit Jesper Lindstrøm und dem flexibel auf die Flügel ausweichenden Daichi Kamada. So steuerte der Offensivspieler zwei Tore und vier Vorlagen zur Mannschaftsleistung bei und war mit einem kicker-Notenschnitt von 2,93 unter den 20 am besten bewerteten Spielern der Liga. Überhaupt wurden innerhalb des Teams nur Kamada und Randal Kolo Muani noch besser benotet. Dreimal erhielt Götze etwa die Note 5 (beispielsweise beim 1:6 seiner Mannschaft gegen Bayern München am 1. Spieltag) und dreimal eine 1,5. Beim 1:1 gegen Mainz 05 bereitete Götze nach etwas mehr als einer Stunde den Ausgleichstreffer (Endstand 1:1) vor, in der „Königsklasse“ sorgte sein Pass für das spielentscheidende 2:1 durch Kolo Muani gegen Olympique Marseille. Das Portal bundesliga.com erkannte in Götze nach einem Vierteljahr im Team bereits einen „Schlüsselspieler“ und „Dirigenten“. „Dieser weiträumige Blick, wenn der Gegner presst und dann die Lösung parat zu haben, das ist allerhöchste Kunst. Er ist jemand, der auch in Drucksituationen die Tiefe sieht und die Angriffe initiieren kann“, wusste beispielsweise auch Trainer Glasner zu berichten. Gestützt wird diese Aussage ebenfalls von dem Fakt, dass der Spieler zu den besten „Initiatoren“ der Bundesliga gehörte, das heißt viele Chancen und auch Tore einleitete, ohne sie selbst erzielt oder vorbereitet zu haben. Nebenbei liefen nur drei andere Spieler in der Liga noch mehr als Götze, was für dessen aktiven Spielstil spricht. Diese Leistungen sorgten für die erste Nominierung des Spielers für die Nationalmannschaft seit fünf Jahren, als Bundestrainer Hansi Flick seinen Kader für die WM in Katar zusammenstellte. Darüber hinaus gelang es Götze, mit der Eintracht Rang 4 in der Liga zu festigen sowie im Pokal und in der Champions League jeweils das Achtelfinale zu erreichen.
Sein Vertrag läuft bis zum 30. Juni 2026.

## Nationalmannschaftskarriere

### Juniorennationalmannschaften

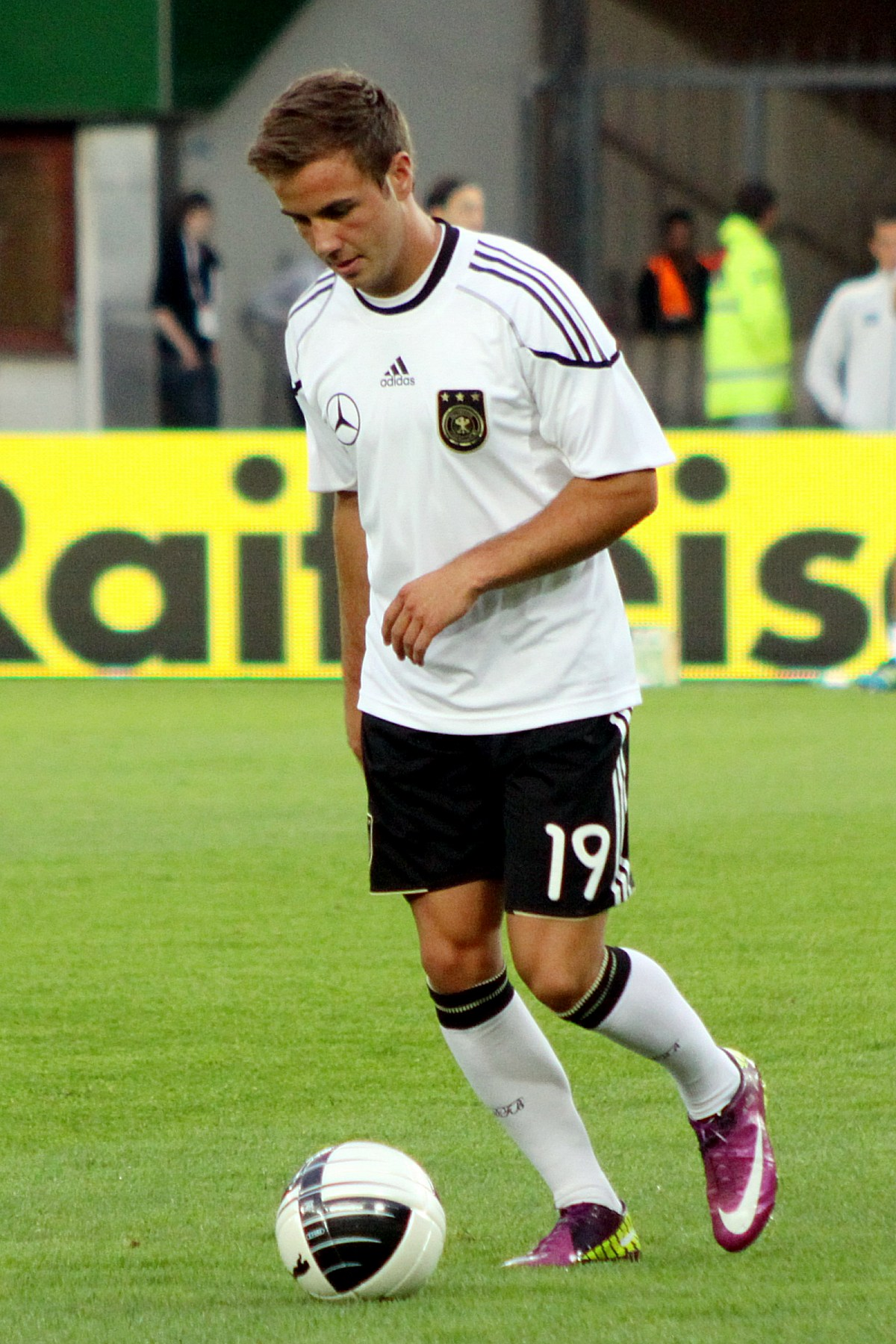
Götze vor einem Qualifikationsspiel gegen Österreich (2011)

Seinen Einstand im Nationaltrikot hatte Götze im April 2007 in einem Freundschaftsspiel der deutschen U15-Auswahl gegen die Schweiz. Für dieses Team spielte er danach noch ein weiteres Mal, bevor er in die U16 übernommen wurde. Bei seinem Debüt in dieser Altersklasse erzielte er seinen ersten Länderspieltreffer. Dabei schoss er beim 3:1-Sieg über Dänemark das zwischenzeitliche 3:0. Insgesamt bestritt Götze acht Partien für die U16, in denen ihm drei Tore gelangen.
Auch in die U17-Auswahl wurde er daraufhin regelmäßig berufen. Während der Vorbereitung auf die U17-Europameisterschaft 2009 im eigenen Land führte er die Nationalmannschaft zeitweise sogar als Kapitän an. Dieses Amt füllte während des Turniers zwar Reinhold Yabo aus, Götze wurde jedoch in den 18-köpfigen Kader berufen, der die Heim-EM bestritt. Anlässlich dieser Nominierung stellte der damalige U17-Nationaltrainer Marco Pezzaiuoli seine Spieler auf der Website des DFB vor und beschrieb Götze als „echtes Schlitzohr“, das „alle technischen und taktischen Fähigkeiten“ habe, „die Rolle des Spielgestalters“ einnehmen könne und „dabei immer torgefährlich“ sei. Während der Endrunde war Götze Stammspieler und wurde lediglich in der letzten Vorrundenpartie, als der Halbfinaleinzug nach zwei Auftaktsiegen schon feststand, geschont. So kam er auf vier Einsätze und stand auch im Finale, in dem die deutsche U17 mit einem 2:1-Sieg nach Verlängerung über die Niederlande den Titel erringen konnte, über die volle Distanz auf dem Platz. Sein einziges Tor im Turnier gelang ihm zum 4:0-Endstand in der zweiten Vorrundenbegegnung gegen England.
Bereits durch die Halbfinalteilnahme hatte sich die U17-Auswahl für die im selben Jahr in Nigeria stattfindende U17-Weltmeisterschaft qualifiziert. Götze wurde auch für dieses Turnier nominiert, obwohl er wegen eines Muskelfaserrisses im Oberschenkel sechs Wochen lang direkt vor der WM pausieren musste. Auch in Westafrika war er Stammkraft seiner Mannschaft und bestritt alle vier Partien. Persönlich konnte er seine Trefferausbeute zwar im Vergleich zur Europameisterschaft auf drei steigern, jedoch schied er mit der DFB-Auswahl im Achtelfinale gegen den späteren Sieger Schweiz aus.
Nach den beiden Turnieren endete seine Zeit bei der U17, für die er 13-mal auflief und fünf Tore erzielte.

### A-Nationalmannschaft
Am 10. November 2010 wurde er für das Freundschaftsspiel am 17. November in Göteborg gegen Schweden erstmals für die A-Nationalmannschaft Deutschlands nominiert. Im Spiel wurde er in der 76. Minute eingewechselt und war zu dem Zeitpunkt der jüngste Nationalmannschaftsdebütant seit Uwe Seeler, der 1954 im Alter von 17 Jahren und 345 Tagen debütiert hatte. Dabei profitierte er davon, dass kurze Zeit nach der Weltmeisterschaft 2010 hauptsächlich neue Spieler getestet werden sollten. Am 10. August 2011 stand er beim Freundschaftsspiel gegen Brasilien in Stuttgart zum ersten Mal in der Startelf der Nationalmannschaft. Beim 3:2-Sieg schoss er sein erstes Länderspieltor zum 2:0, wodurch er zum damaligen Zeitpunkt der viertjüngste Torschütze der Nationalmannschaft (zusammen mit Adolf Jäger und Klaus Stürmer) wurde.
Am 2. September 2011 erzielte er in Gelsenkirchen im EM-Qualifikationsspiel gegen Österreich kurz nach seiner Einwechslung wenige Minuten vor Spielende das Tor zum 6:2-Endstand. Bei der Europameisterschaft 2012 gehörte er zum Kader der deutschen Mannschaft, kam aber nur zu einem Kurzeinsatz, als er im Viertelfinalspiel gegen Griechenland in der 80. Minute eingewechselt wurde.
 Götze wurde von Bundestrainer Joachim Löw in den Kader der Weltmeisterschaft 2014 berufen. Am 21. Juni 2014 erzielte er im zweiten Gruppenspiel gegen Ghana sein erstes Tor bei einer Weltmeisterschaft. Im Finale gegen Argentinien am 13. Juli 2014 erzielte er als Einwechselspieler mit dem 1:0 in der Verlängerung den Siegtreffer für Deutschland, welcher von André Schürrle per Flanke vorbereitet wurde. Nach dem Spiel wurde Götze von der FIFA als Man of the Match ausgezeichnet. Bei der Siegerehrung hielt Götze das Trikot des aufgrund einer Verletzung ausgefallenen Spielkollegen Marco Reus mit der Rückennummer 21 hoch. Sein Treffer wurde später zum Tor des Monats und Tor des Jahres, sowie im Mai 2020 auch zum Tor des Jahrzehnts gewählt. Der Ausdruck „Götzseidank“ kam bei der Wahl zum deutschen Wort des Jahres 2014 auf den dritten Platz. Am 29. März 2016 bestritt Götze in der Allianz Arena beim 4:1-Sieg gegen Italien sein 50. Länderspiel und erzielte dabei den Treffer zum 2:0.
Er stand im Kader der Nationalmannschaft für die Europameisterschaft 2016 und kam im Turnier viermal zum Einsatz. In den drei Vorrundenspielen stand er jeweils in der Startelf. Danach kam er erst wieder im Halbfinale zum Einsatz, als er bei einem 0:1-Rückstand im letzten Drittel eingewechselt wurde. Statt des erhofften Ausgleichs fiel jedoch das 2:0 für Frankreich und das deutsche Team schied aus.
Für die Weltmeisterschaft 2018 in Russland und die Europameisterschaft 2021 wurde er von Löw nicht nominiert. Dessen Nachfolger Hansi Flick, der beim WM-Sieg Co-Trainer gewesen war, berief ihn im November 2022 in den Kader für die Weltmeisterschaft 2022 in Katar. Dort absolvierte Götze nach fünf Jahren wieder Länderspiele und wurde in zwei Gruppenspielen seiner Mannschaft eingesetzt, nach denen sie als Gruppendritter ausschied.
Während Götze sich Anfang 2023 interessiert hinsichtlich einer Nominierung für die Europameisterschaft 2024 äußerte, zeigte er sich ein Jahr später skeptisch und gab an, keine sinnvolle Rolle für sich in der Mannschaft für die Heim-EM zu sehen. Er wolle sich auf seine Arbeit bei Eintracht Frankfurt konzentrieren. Zu einer Nominierung für die Nationalmannschaft kam es 2024 nicht.

## Spielweise
Der damalige DFB-Sportdirektor Matthias Sammer äußerte sich 2010: „Er ist ein außergewöhnlicher Spieler, hat eine gute Schnelligkeit, ist enorm kreativ und verfügt über herausragende technische Fähigkeiten“, zudem sei Götze „eines der größten Talente, die der Deutsche Fußball-Bund je hatte.“ Götze gilt als Alleskönner im Offensivbereich und ist sehr variabel einsetzbar, denn er kann im linken, zentralen und rechten offensiven Mittelfeld sowie als falsche Neun spielen.
Der Trainer Felix Magath bezeichnete ihn 2011 als „Jahrhunderttalent“.

## Titel und Auszeichnungen

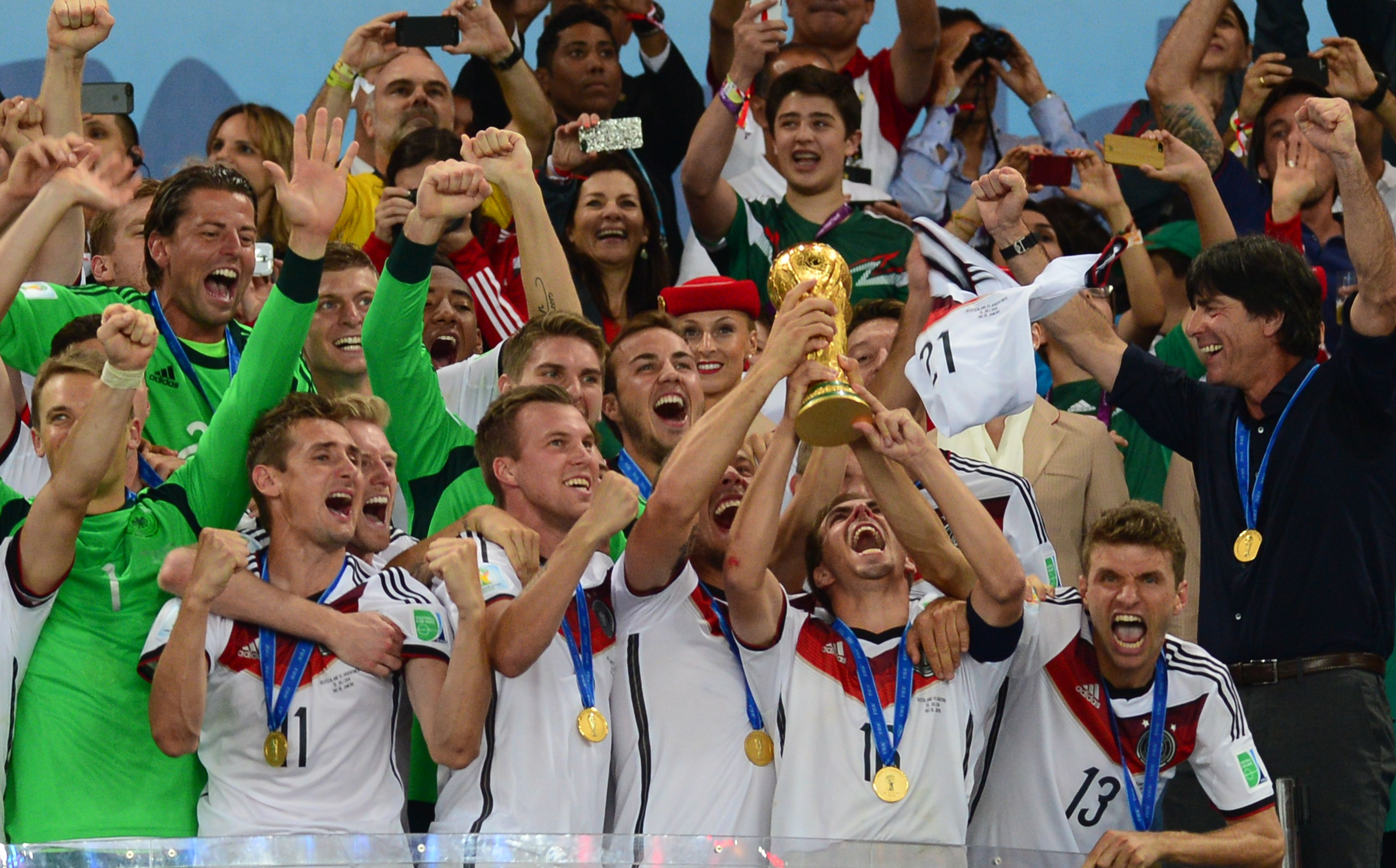
Mario Götze (Mitte) während der Übergabe des WM-Pokals

### Nationalmannschaft
- Weltmeister: 2014
- U17-Europameister: 2009

### Vereine
International
- Klub-Weltmeister: 2013 (FC Bayern München)
- UEFA-Super-Cup-Sieger: 2013 (FC Bayern München)

Deutschland
- Meister (5): 2011, 2012 (beide Borussia Dortmund), 2014, 2015, 2016 (alle FC Bayern München)
- Pokalsieger (4): 2012 (Borussia Dortmund), 2014, 2016 (beide FC Bayern München), 2017 (Borussia Dortmund)
- Meister der A-Junioren-Bundesliga West: 2009 (Borussia Dortmund)
- Meister der B-Junioren-Bundesliga West: 2008 (Borussia Dortmund)

Niederlande
- Pokalsieger: 2022 (PSV Eindhoven)
- Supercupsieger: 2021 (PSV Eindhoven)

### Persönliche Auszeichnungen
- Mannschaft des Turniers bei der U17-Europameisterschaft: 2009
- Fritz-Walter-Medaille in Gold: 2009 (U17), 2010 (U18)
- Mitglied der VDV 11: 2010/11, 2012/13
- VDV-Newcomer der Saison: 2010/11
- Golden Boy: 2011
- Fußball-Felix: 2011
- Kicker-Newcomer des Jahres: 2011
- Bravo Otto in Gold: 2012[85]
- Einstufung als Weltklasse in der Rangliste des deutschen Fußballs: Winter 2012/13
- Man of the Match bei der Weltmeisterschaft 2014 im Finale gegen Argentinien und im Gruppenspiel gegen Ghana
- Torschütze des Monats: Juli 2014
- Torschütze des Jahres: 2014
- Silbernes Lorbeerblatt (mit der Weltmeistermannschaft 2014)[86]
- Nominierung zur Wahl des Weltfußballers des Jahres: 2014[87]
- Torschütze des Jahrzehnts: 2010er
- Verdienstorden des Landes Nordrhein-Westfalen: 2020[88]

## Soziales Engagement
Mario Götze engagiert sich gemeinsam mit seinem Vater als Mitglied der Initiative Weitblick für einen weltweit gerechteren Bildungszugang. Seit Mai 2014 unterstützt er Projekte des Kinderhilfswerks Plan International. Er ist als Botschafter der Sportinitiative Kinder brauchen Fans! und kids to life Pate für Kinder in Senegal, Vietnam sowie Kambodscha und unterstützt vier Projekte des Kinderhilfswerks in Sierra Leone, Nepal, den Philippinen und Brasilien.
Mit Hilfe des linken Schuhs, mit dem Götze den Siegtreffer im Finale der WM 2014 erzielt hatte, nahm er zwei Millionen Euro für die Organisation Ein Herz für Kinder ein.
Im Juli 2020 überließ Götze dem Deutschen Fußballmuseum in Dortmund seine Auszeichnung für das Tor des Jahrzehnts, das er im WM-Endspiel 2014 erzielt hatte.

## Veröffentlichungen
- Mario Götze et al.: Marios großer Traum. Die Kreativspieler, Oer-Erkenschwick 2017, ISBN 978-3-00-058421-3.

## Filmografie
- Being Mario Götze – Eine deutsche Fußballgeschichte, Dokumentationsserie im Auftrag von DAZN. Regie: Aljoscha Pause. Deutschland 2018.